# Rhêmes-Saint-Georges
Rhêmes-Saint-Georges ist eine italienische Gemeinde in der autonomen Region Aostatal mit 163 Einwohnern (Stand 31. Dezember 2023). Die Gemeinde liegt auf einer mittleren Höhe von 1218 m ü. NN und verfügt über eine Größe von 36 km². Die höchste Erhebung auf Gemeindegebiet ist die Pointe blanche mit 3427 m. Die Einwohner werden Rhêmeins oder Saintgeorgeais genannt.
Rhêmes-Saint-Georges besteht aus den Ortsteilen Chahoz, Coveyrand, Créton, Frassiney, La Fabrique, Les Cris, Les Cloux, La Barmaz, Mélignon, Mougnoz, Proussaz, Sarral, Vieux und Voix. Die Nachbargemeinden heißen Arvier, Introd, Rhêmes-Notre-Dame, Valgrisenche und Valsavarenche.
Die Streugemeinde Rhêmes-Saint-Georges liegt entlang der Straße, die durch das Rhêmes-Tal, einem südlichen (rechten) Seitental des Aostatals führt. Die Gemeinde liegt am Rande des Nationalparks Gran Paradiso dessen Westgrenze das Tal bildet.
Von 1939 bis 1946 trug das Dorf den italianisierten Namen Val di Rema.